# Magnatune
Magnatune è una piccola etichetta indipendente di tipo open source con sede a Berkeley, in California, fondata nella primavera del 2003 da John Buckman.
Magnatune si pone in modo fortemente innovativo all'interno del mercato musicale di internet. Il suo fine è quello di perseguire sia gli interessi degli artisti che dei consumatori. Il suo motto è We are not evil, ossia Non siamo malvagi. In principio Magnatune vendeva musica soltanto tramite download attraverso il proprio sito, ma dalla fine del 2004 offre anche un servizio di stampa e spedizione di CD su richiesta.
Magnatune stipula contratti non esclusivi con gli artisti e dà loro il 50% di ogni guadagno derivato dalla vendita di musica, condizioni che sono tuttora molto inusuali per un'etichetta discografica. Inoltre tutti gli utenti possono gratuitamente ascoltare in streaming in formato MP3 di buona qualità (128 kb/s) ogni file audio prima di decidere se comprarlo (tutti i contenuti musicali disponibili ai soci sono pubblicati con licenza Creative Commons Attribution-NonCommercial-ShareAlike).
Gli acquirenti possono inoltre scegliere loro stessi il prezzo di acquisto, a partire generalmente da 4 € ad album (suggeriti 6 €), e possono scaricare la musica acquistata in formato WAV, FLAC, MP3 ad alta qualità, OGG Vorbis o AAC. I file musicali venduti da Magnatune sono del tutto privi di sistemi DRM.
Nonostante l'utilizzo di una licenza liberale non sia di per sé un'idea nuova, Magnatune è stata una delle prime e più celebri case discografiche a tentare di creare un business su questa idea. Sebbene non sia ancora chiaro se questo sistema possa produrre profitti sufficienti per consentire a Magnatune di continuare con successo la propria attività, al gennaio del 2008 Magnatune ha già stipulato contratti con 264 artisti e offre un catalogo di 582 album.

## Progetti similari italiani
- BeatPick Archiviato il 10 aprile 2008 in Internet Archive. (Sito ufficiale)
- OnClassical